# 보병전차

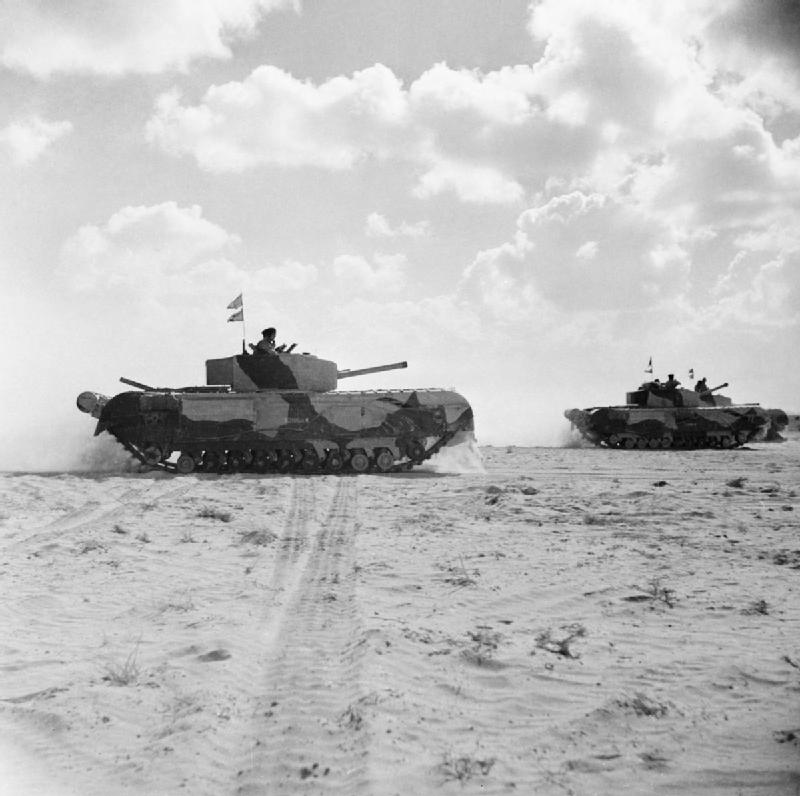
제2차 엘 알라메인 전투 당시 4형 보병전차 A22 처칠.

보병전차(영어: infantry tank, 프랑스어: char d'infanterie)는 전간기에 영국과 프랑스에서 개발된 전차 교리다. 비교적 느린 속도와 두터운 중장갑을 가지고 보병과 함께 움직이며 보병을 지원하는 것을 목적으로 했다. 이에 대응되는 경장갑 고기동 전차는 영국에서는 순항전차, 프랑스에서는 기병전차라고 했다. 독일의 돌격포도 비슷한 개념에서 나왔다.

## 같이 보기
- 장갑전투차량